# Ruser
Ruser var det folkslag, enligt Nestorskrönikan med ursprung i Skandinavien (jämför det finska namnet på Sverige, Ruotsi, eller det estniska namnet, Rootsi), vilka skall ha grundat Kievrus. Den slaviska formen var rus’ och apostrofen är en transkription av den kyrilliska bokstaven "ь" (mjukt tecken) och uttalas således som "rusj" (med mjukt "s" på slutet, ej ljudet "sch").
Ruser kallades det folk som bebodde Rutenien och ursprungligen kom från Roslagen. De finns inte omnämnda historiskt i samtida annaler från Skandinavien, men desto mer i övriga Europa och i Mellanöstern, och de har därför antagits vara svear från början. Redan under 100-talet utforskades Östersjön av folk från Skandinavien, och flera expeditioner har lämnat arkeologiska spår i främst Polen och Ukraina. På 600-talet kom en ny våg av nyinvandrande från Skandinavien till Ukraina. Från 800-talet förekommer omfattande kontakt med nuvarande Ukraina. Arkeologiska fynd visar att skandinaver hade etablerat sig vid Staraja Ladoga vid 700-talets mitt och bedrev handel med lokala finska och slaviska folk.
För västliga historiker och forskare låter teorin om en nordisk bakgrund för ruserna som den rimligaste. De härleder ordet "rus'" via den finska beteckningen på Sverige Ruotsi till Roden namnet på Roslagen. Detta skulle även härleda till grekiskans Rhos och den arabiska termen Rûs (arabiska: الروس "al-rus" d.v.s.ruserna). Mot 1000-talets mitt hade till större delen östslaviska (men även delvis finska och baltiska) befolkningen i detta "Rusernas land" (Rusĭskaja zemlja) gått från att bestå av olika mindre folkgrupper till att alla identifiera sig den nya rusiska etniciteten. Även skandinaverna hade nu upptaget en östslavisk identitet. Kontakterna mellan Skandinavien och ruserna vart fortsatt stabil fram till 1100-talet.
I Sankt Bertins annaler nämns att kejsar Ludvigs hov i Ingelheim år 839 fick besök av en delegation från Konstantinopel. I denna fanns några män som kallades ruser rhos vilka var på väg till sitt hemland. Då Ludvig frågade vilka dessa var, fann han att de var svear, sueones. Han kvarhöll dem sedan hos sig då han misstänkte att de kommit dit för att spionera.
I Rysslands historia kallas denna teori för normandteorin och bestrids av mer nationalistiska ryska historiker, vilka betraktar normandteorin som antirysk och stötande för den fosterländska stoltheten. Den bekräftas dock både av språkliga och arkeologiska data och i viss mån av Ibn Fadlans berättelse: skeppsbegravningen Ibn Fadlan beskriver stämmer väl in med verkliga och symboliska skeppsbegravningar i Skandinavisk arkeologiska fynd och i nedtecknade myter och i det större sammanhanget kring den utbredda Skandinaviska skeppskulturen. Ordet "rus" är bevisligen besläktat med "Ruotsi" och namnen på de tidiga rusiska hövdingarna är klara slavifieringar av nordiska namn. Liknande antinormandiska teorier har lagts fram i Finland, ty vissa finska forskare hävdar att vikingarna i österled i själva verket var finnar (Kuussari 1935).
Charlotte Hedenstierna-Jonson menar att det "skandinaviska inslaget i Rus’ är starkt, men inte ensamt" och att det även finns "spår av slaviskt, bysantinskt och västeuropeiskt ursprung. Hon menar att även de som bodde inne i Birka i Sverige kan betecknas som "Rus". Eliten, krigarna och handelsmännen innanför vallarna i Birka, skulle enligt hennes teori ha haft mer gemensamt med sina likar i Gnezdovo och Kiev, än vad de hade med bondebefolkningen i den kringliggande jordbruksbygden.